# Ley de los grandes números
En la teoría de la probabilidad, bajo el término genérico de ley de los grandes números se engloban varios teoremas que describen el comportamiento del promedio de una sucesión de variables aleatorias conforme aumenta su número de ensayos. 
Estos teoremas prescriben condiciones suficientes para garantizar que dicho promedio converja (en los sentidos explicados abajo) al promedio de las esperanzas de las variables aleatorias involucradas. Las distintas formulaciones de la ley de los grandes números (y sus condiciones asociadas) especifican la convergencia de formas distintas.
Las leyes de los grandes números explican por qué el promedio de una muestra al azar de una población de gran tamaño tenderá a estar cerca de la media de la población completa.
Cuando las variables aleatorias tienen una varianza finita, el teorema central del límite extiende nuestro entendimiento de la convergencia de su promedio describiendo la distribución de diferencias estandarizadas entre la suma de variables aleatorias y el valor esperado de esta suma: sin importar la distribución subyacente de las variables aleatorias, esta diferencia estandarizada converge a una variable aleatoria normal estándar.
La frase "ley de los grandes números" es también usada ocasionalmente para referirse al principio de que la probabilidad de que cualquier evento posible (incluso uno improbable) ocurra al menos una vez en una serie aumenta con el número de eventos en la serie. Por ejemplo, la probabilidad de que un individuo gane la lotería es bastante baja; sin embargo, la probabilidad de que alguien gane la lotería es bastante alta, suponiendo que suficientes personas comprasen boletos de lotería.

## Historia

La difusión es un ejemplo de la ley de los grandes números, aplicada a la química. Inicialmente, hay moléculas de soluto en el lado izquierdo de una barrera (línea púrpura) y ninguna a la derecha. Se elimina la barrera y el soluto se difunde para llenar todo el contenedor.
Arriba: con una sola molécula, el movimiento parece ser bastante aleatorio.
Medio: con más moléculas, existe una clara tendencia en la que el soluto llena el recipiente más y más uniformemente, pero también hay fluctuaciones.
Abajo: con un enorme número de moléculas de soluto (demasiadas para verse), la aleatoriedad esencialmente desaparece: el soluto parece moverse suave y sistemáticamente desde las zonas de alta concentración a las zonas de baja concentración. En situaciones reales, los químicos pueden describir la difusión como un fenómeno macroscópico determinista (ver leyes de Fick), a pesar de su carácter aleatorio subyacente.

El matemático italiano Gerolamo Cardano (1501–1576) afirmó sin pruebas que la precisión de las estadísticas empíricas tienden a mejorar con el número de intentos. Después esto fue formalizado como una ley de los grandes números. Una forma especial de la ley (para una variable aleatoria binaria) fue demostrada por primera vez por Jacob Bernoulli. Le llevó más de 20 años desarrollar una prueba matemática suficientemente rigurosa que fue publicada en su Ars Conjectandi [El arte de la conjetura] en 1713. Bernouilli le llamó su «Teorema dorado», pero llegó a ser conocido generalmente como «teorema de Bernoulli". Este no debe confundirse con el principio físico de igual nombre, el nombre del sobrino de Jacob, Daniel Bernoulli.  En 1837, S.D. Poisson  describió con más detalle bajo el nombre de «la loi des grands nombres» (la ley de los grandes números). A partir de entonces, se conoce con ambos nombres, pero se utiliza con mayor frecuencia la «ley de los grandes números».
Después de que Bernoulli y Poisson publicasen sus esfuerzos, otros matemáticos también contribuyeron al refinamiento de la ley, como Chebyshev, Markov, Borel, Cantelli y Kolmogorov y Khinchin, que finalmente proporcionó una prueba completa de la ley de los grandes números para variables arbitrarias. Estos nuevos estudios han dado lugar a dos formas prominentes de la ley de los grandes números: una se llama la ley "débil" y la otra la ley "fuerte", en referencia a dos modos diferentes de convergencia de la muestra acumulada significa el valor esperado; en particular, como se explica a continuación, la forma fuerte implica la débil.

## Ley débil

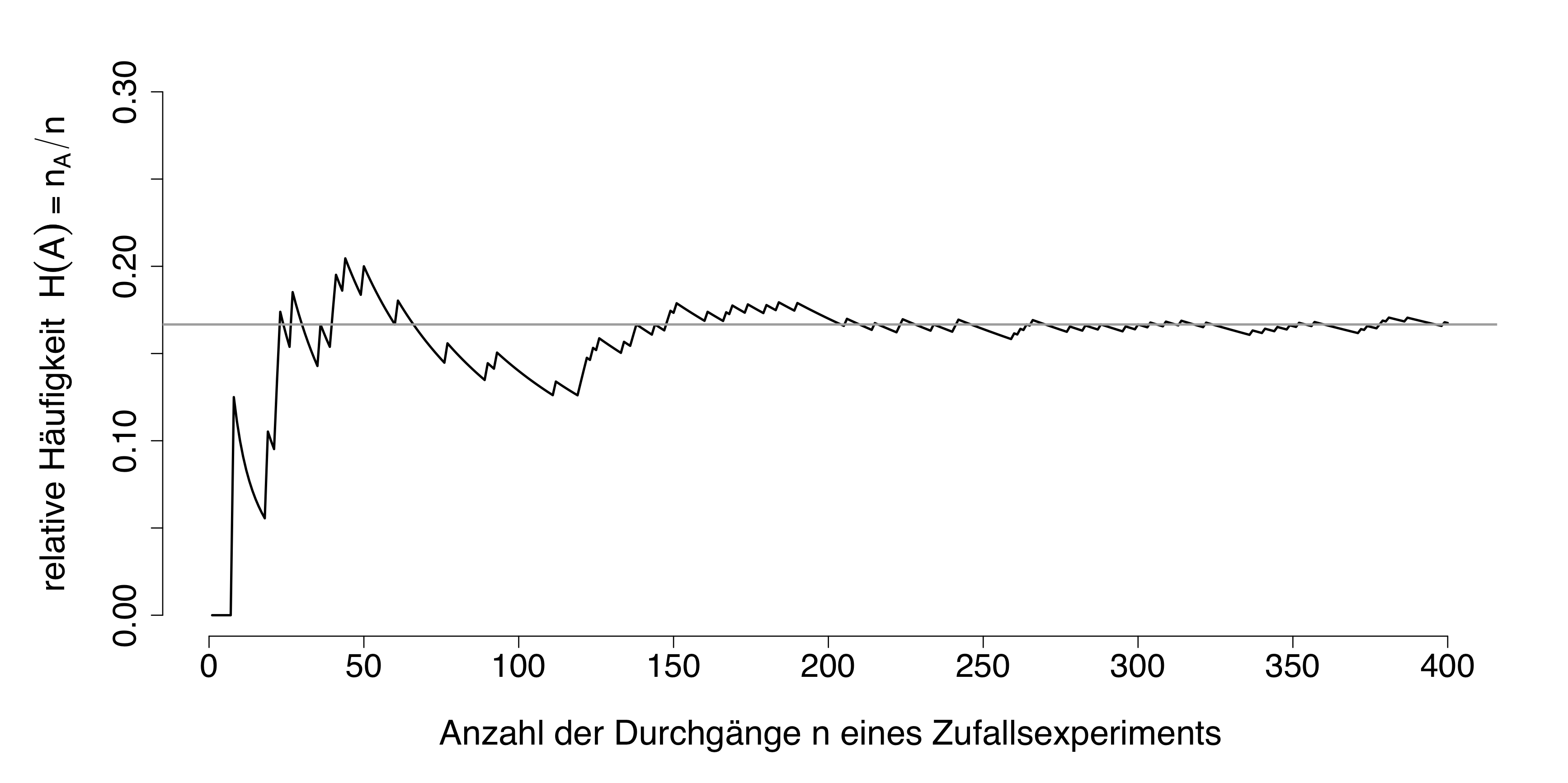
Visualización de la ley de los grandes números.

La ley débil de los grandes números establece que si {\displaystyle X_{1},X_{2},X_{3},\dots } es una sucesión infinita de variables aleatorias independientes que tienen el mismo valor esperado {\displaystyle \mu } y varianza {\displaystyle \sigma ^{2}} entonces el promedio
{\displaystyle {\begin{aligned}{\overline {X}}_{n}&={\frac {X_{1}+\cdots +X_{n}}{n}}\\&={\frac {1}{n}}\sum _{i=1}^{n}X_{i}\end{aligned}}}
converge en probabilidad a {\displaystyle \mu }, en otras palabras, para cualquier número positivo {\displaystyle \varepsilon } se tiene
{\displaystyle \lim _{n\rightarrow \infty }\operatorname {P} \left(\left|{\overline {X}}_{n}-\mu \right|<\varepsilon \right)=1.}

## Ley fuerte
La ley fuerte de los grandes números establece que si {\displaystyle X_{1},X_{2},X_{3},\dots } es una sucesión infinita de variables aleatorias independientes e idénticamente distribuidas que cumplen {\displaystyle \operatorname {E} [X_{i}]<\infty } y tienen el valor esperado {\displaystyle \operatorname {E} [X_{i}]=\mu } entonces
{\displaystyle \operatorname {P} \left(\lim _{n\rightarrow \infty }{\overline {X}}_{n}=\mu \right)=1,}
es decir, el promedio de las variables aleatorias converge a {\displaystyle \mu } casi seguramente (en un conjunto de probabilidad 1).
Esta ley justifica la interpretación intuitiva del valor esperado de una variable aleatoria como el "promedio a largo plazo al hacer un muestreo repetitivo".

## Ejemplos

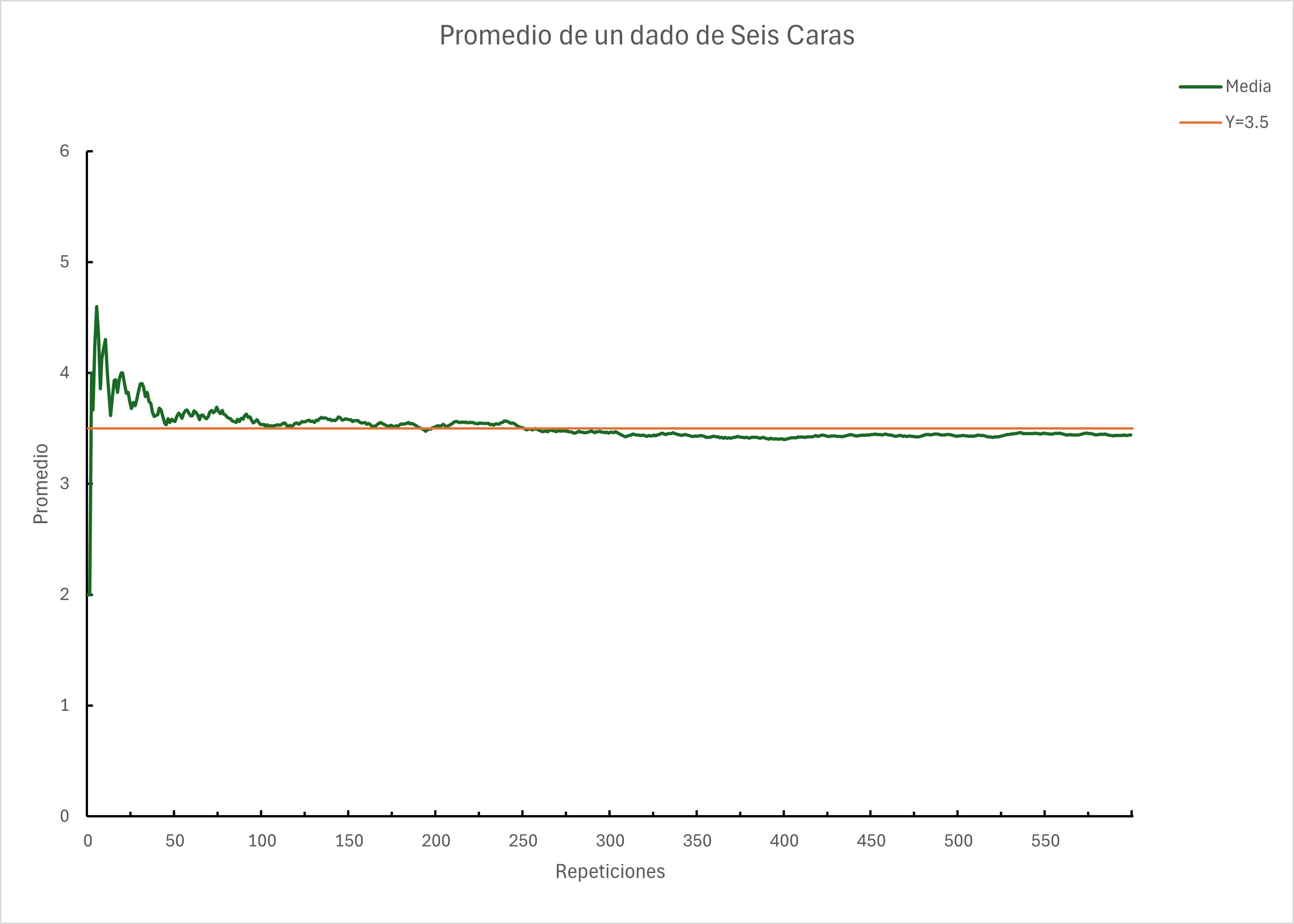
Ilustración de la ley de los grandes números.

Por ejemplo, una sola tirada de un dado de seis caras produce uno de los números 1, 2, 3, 4, 5 o 6, cada uno con la misma probabilidad. Por tanto, el valor esperado del promedio de las tiradas es:
{\displaystyle {\frac {1+2+3+4+5+6}{6}}=3.5}
De acuerdo con la ley de los grandes números, si se lanza una gran cantidad de dados de seis caras, el promedio de sus valores (a veces llamado media muestral) se aproximará a 3,5, y la precisión aumentará a medida que se lancen más dados.
De la ley de los grandes números se deduce que la probabilidad empírica de éxito en una serie de ensayos de Bernoulli convergerá con la probabilidad teórica. Para una variable aleatoria de Bernoulli, el valor esperado es la probabilidad teórica de éxito, y el promedio de n tales variables (suponiendo que sean independientes e idénticamente distribuidas (i.i.d.)) es precisamente la frecuencia relativa.
Un ejemplo gráfico de la ley de los grandes números utilizada para dos tiradas de dados. La suma de los dos dados fluctúa en las primeras tiradas, pero a medida que aumenta el número de tiradas, el valor esperado de la suma de los dos dados se acerca a 7.
Por ejemplo, un lanzamiento de una moneda justa (aquella en la que tienen exactamente las mismas probabilidades de caer boca arriba los dos lados, la cara y la cruz) es una prueba de Bernoulli. Cuando se lanza una moneda justa una vez, la probabilidad teórica de que el resultado sea cara es igual a 1⁄2. Por lo tanto, según la ley de los grandes números, la proporción de caras en un "gran" número de lanzamientos de moneda "debería ser" aproximadamente 1⁄2. En particular, la proporción de caras después de n lanzamientos casi seguramente convergerá a 1⁄2 cuando n se acerque al infinito.
Aunque la proporción de caras (y cruces) se acerca a la mitad, es casi seguro que la diferencia absoluta en el número de caras y cruces aumentará a medida que aumente el número de lanzamientos. Es decir, la probabilidad de que la diferencia absoluta sea un número pequeño se acerca a cero a medida que el número de lanzamientos aumenta. Además, es casi seguro que la relación entre la diferencia absoluta y el número de lanzamientos se aproximará a cero. Intuitivamente, la diferencia esperada crece, pero a un ritmo más lento que el número de lanzamientos.
Otro buen ejemplo de LGN es el Método de Montecarlo. Estos métodos son una clase amplia de algoritmos computacionales que se basan en muestreos aleatorios repetidos para obtener resultados numéricos. Cuanto mayor sea el número de repeticiones, mejor tiende a ser la aproximación. La razón por la que este método es importante es principalmente que, a veces, es difícil o imposible utilizar otros enfoques.